# Kaare Støylen
Kaare Støylen (ur. 3 października 1909 w Kristiania, zm. 22 sierpnia 1989 w Bergen) – luterański duchowny, biskup Oslo i Agder. Syn Bernta Stølena.
W 1932 roku ożenił się z Agnes Louise Rosario Stray (1908–1943), a w 1945 z Honoria Margaret Faye (1909-1995). W 1957 otrzymał doktorat z teologii. W 1958 roku został biskupem Agder, a w latach 1973–1977 był biskupem Oslo. W 1975 odznaczony Gwiazdą Komandora Orderu Św. Olafa.